# Палац Гіжицького у Новоселиці
Палац Гіжицького — архітектурна пам'ятка 19 століття, розташована в селі Новоселиця, Старокостянтинівського району, Хмельницької області. Побудований близько 1820 року коштом Людовіка Гіжицького.

## Історія
Бартоломей Гіжицький, що служив при королівському дворі Польщі, був доволі впливовою особою на Волині. Його син Каетан Гіжицький успадковує Новоселицю, однак своєю резиденцією він обирає Краснопіль, де будує палац, один з перших в стилі англійської неоготики в Україні. Можливо, звідси пішла майже сімейна традиція будувати неоготичні резиденції. Молодший брат Каетана залишається в Новоселиці і при його сині Людовіку Гіжицькому будується схожий палац в стилі англійської неоготики. Одні дані стверджують, що побудований палац на початку 19 століття, але існує і точніша дата – 1820 рік. Одночасно з будівництвом палацу йшла закладка парку, роботами в якому багато в чому керував син Людвіга Гіжицького - Франциск Ксаверій, автор багатьох творів на тему прикраси садиб. В кінці 19 століття палац був перебудований, в результаті чого будівля набула безліч декоративних елементів. Син і онук Людовіка пов’язали своє життя з Австро-Угорщиною – вони добилися титулів графа, однак про маєток не забували і періодично в ньому бували. Останнім Гіжицьким, який володів палацом був Йосип, зять посла США в Австро-Угорщині. Пара певний час проживала в палаці. У 1912 році Йосип Гіжицький продає палац іншому місцевому магнату (за іншою версією програє в карти) Йосипу Потоцькому, який мав величезні володіння на Волині. Палац був йому непотрібний, він здає його в оренду Стефану Щуцькому та його дружині Софії Коссак – це видатна польська письменниця, яка застала події 1917–1919 років в палаці і описала ці події у книжці «Пожарище». . Палац постраждав під час Першої світової війни, але пізніше був відновлений. За радянського часу палац часто міняв своє призначення і зараз в палаці міститься аграрний ліцей, а навколишній парк має статус парк-пам'ятка садово-паркового мистецтва загальнодержавного значення — «Новоселицький парк».

## Опис
Палац являє собою цікавий зразок англійської неоготики. На перший погляд, споруда видається оборонною – масивність стін та конструкцій. Фасад будівлі прикрасили аркадним під’їздом для карет, а над ним спорудили терасу для відпочинку. Інтер'єри палацу повністю не збереглися, і відомостей про них небагато.

## Галерея

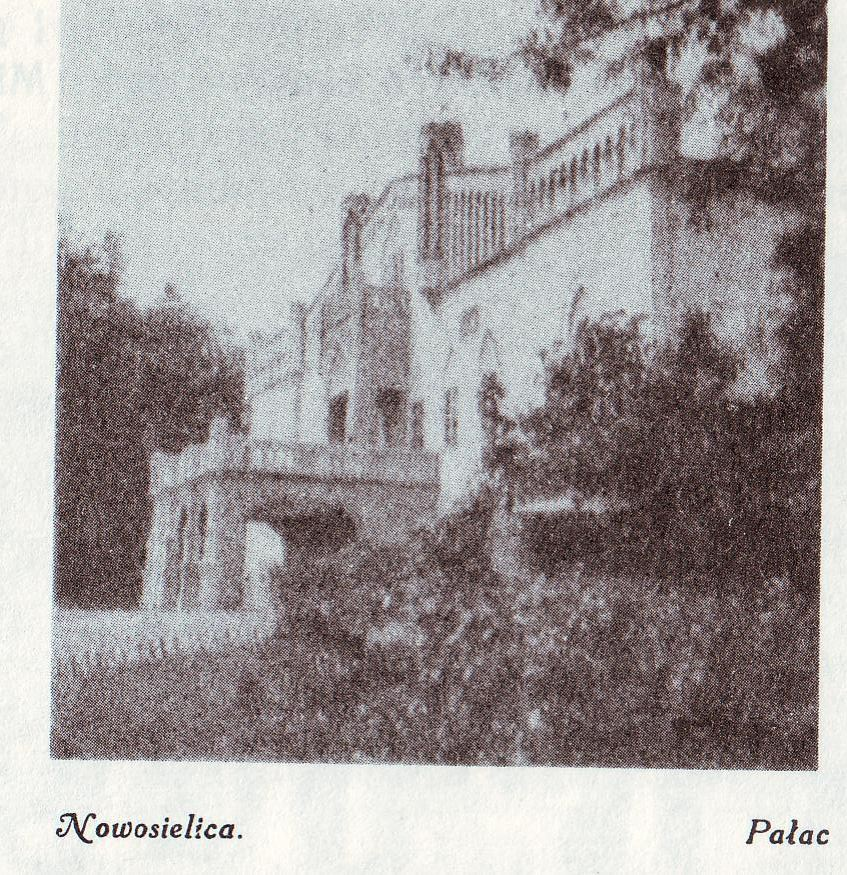
палац Гіжицьких на польській листівці
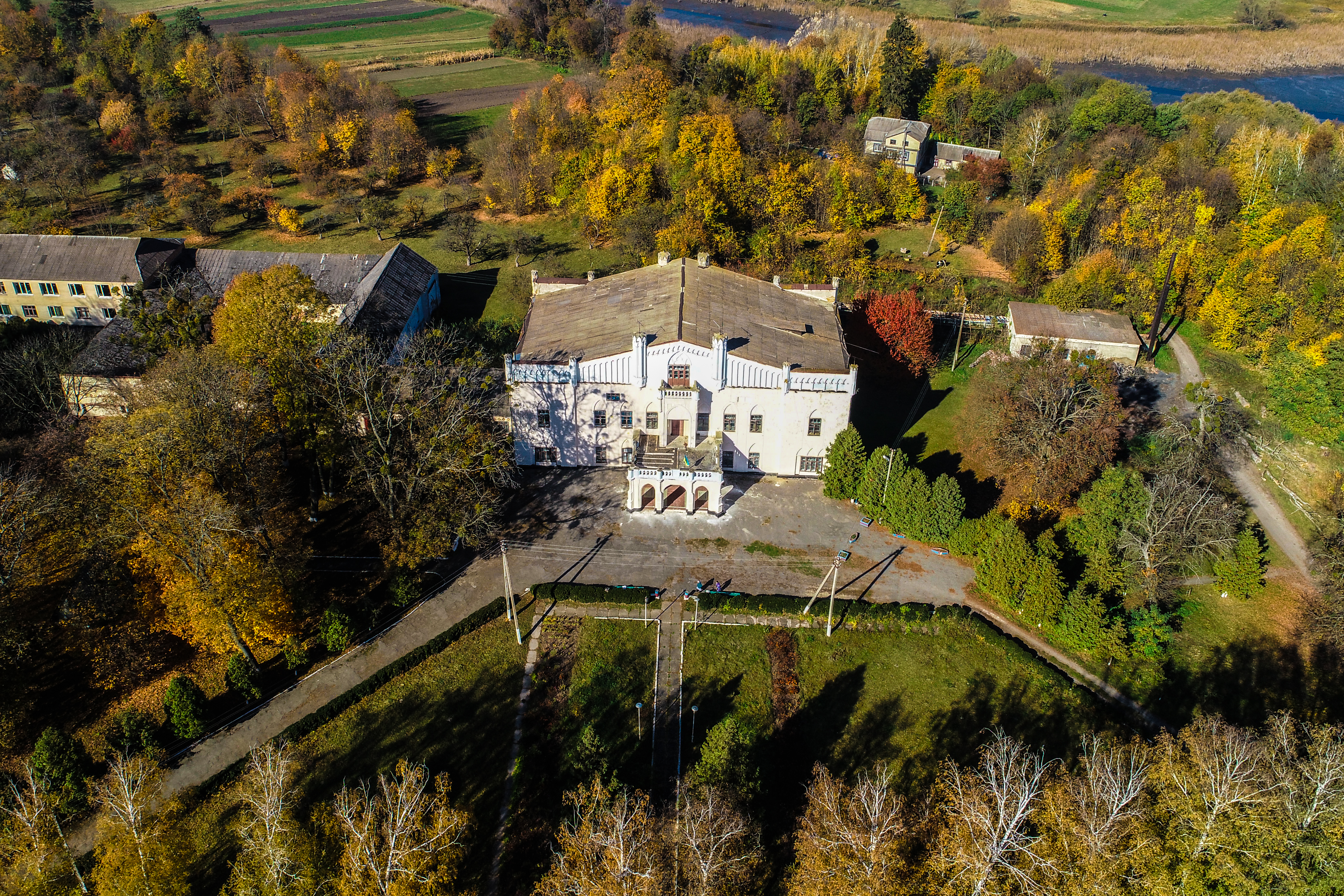
Аерофото палацу Гіжицького у Новоселиці
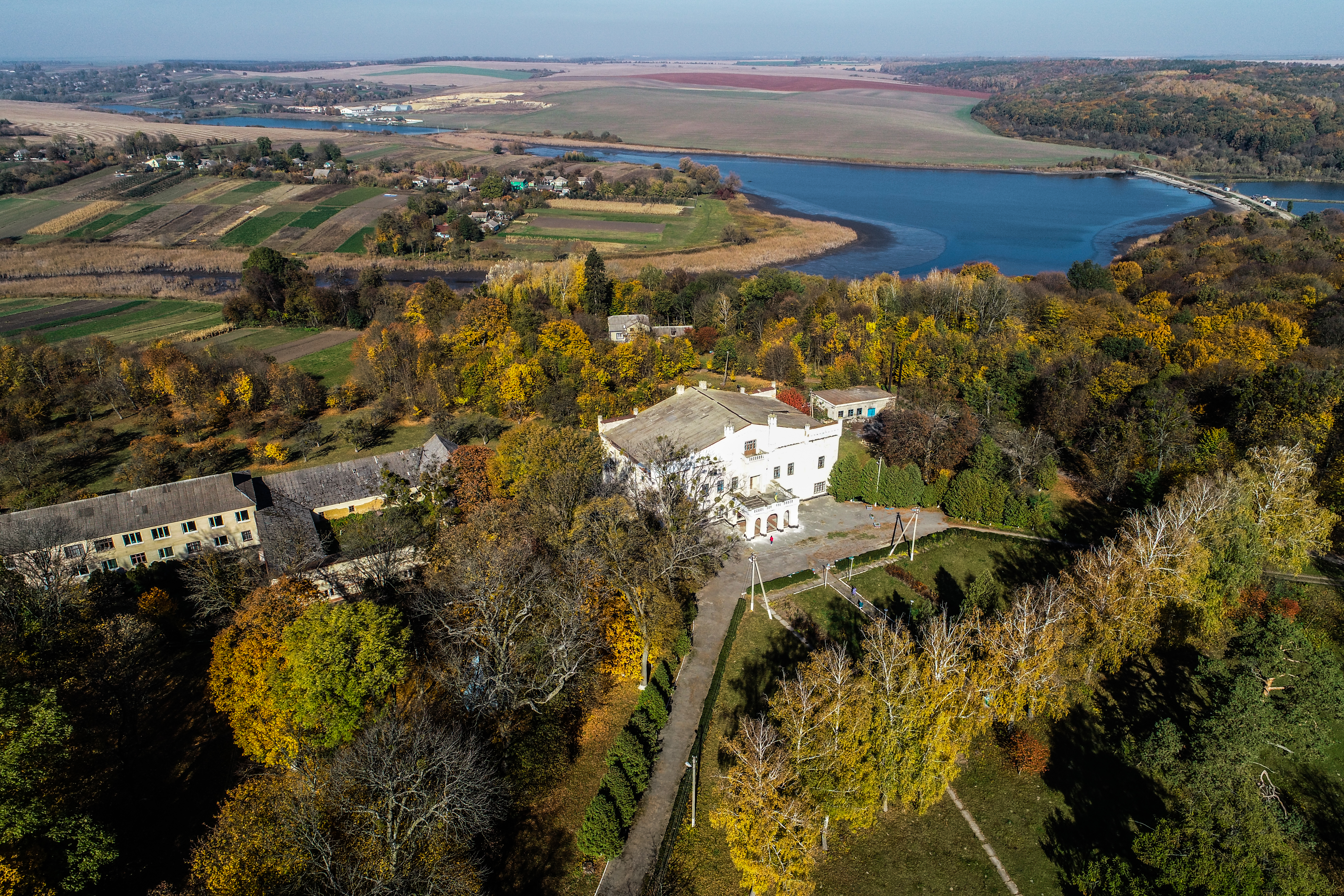
Аерофото палацу Гіжицького у Новоселиці